# Potoczek (powiat kłodzki)
Potoczek (niem. Neissbach – wieś w Polsce położona w województwie dolnośląskim, w powiecie kłodzkim, w gminie Międzylesie.

## Położenie
Potoczek wieś-położona w południowo-zachodniej Polsce, w zachodniej części Masywu Śnieżnika, na terenie Śnieżnickiego Parku Krajobrazowego w Kotlinie Kłodzkiej, około 10 km na południowy wschód od centrum miejscowości Międzylesie, na wysokości około 600–800 m n.p.m.

## Podział administracyjny
Przed 1945 rokiem Potoczek należał do powiatu bystrzyckiego (niem. Landkreis Habelschwerdt). Do 1975 roku wieś należała do powiatu bystrzyckiego. W latach 1975–1998 miejscowość należała administracyjnie do województwa wałbrzyskiego.

## Historia
Początki wsi nie są dokładnie poznane. Prawdopodobnie po wykarczowaniu lasu na stokach Opacza i Jasienia powstała osada, która położona była na obszarze obecnej wsi. W czasie wojen husyckich osada została zniszczona. Pierwsze wzmianki o wsi pochodzą z 1564 roku, kiedy obok istniejącej już huty szkła, utworzono sołectwo Nowy Potoczek. Wieś swoimi zabudowaniami dochodziła wówczas wysoko na zbocza Jasienia i Opacza. W 1653 wieś została kupiona przez rodzinę Althannów. Ze względu na trudne warunki życia i pracy spowodowane klimatem oraz trudności w uprawie ziemi, mieszkańcy opuszczali wyżej położone domostwa. W XVIII wieku po okresie wojen śląskich, wieś przeżywa renesans gospodarczy, oparty na przemyśle tkackim. Wieś była dobrze rozwinięta, posiadała chałupnicze warsztaty tkaczy, W 1770 roku hrabia von Althann założył osadę, którą włączono do dóbr międzyleskich. W tym okresie w starej części wsi było 70 domów, 2 młyny wodne i gorzelnia, w nowej 60 domów i gorzelnia. Rozwój Potoczka związany był z rozwojem tkactwa chałupniczego pod koniec XVIII wieku we wsi było 15 warsztatów bawełnianych i 45 lnianych. Po wojnach napoleońskich, w połowie XIX wieku wieś przeżywa kryzys spowodowany rewolucją przemysłową i upadkiem tkactwa. W końcu XIX wieku Potoczek był już tylko niewielką wsią letniskową, ze względu na upadek przemysłu tkackiego i trudne warunki życia rozpoczął się proces wyludniania wsi. Po 1945 roku pozostaje wsią tylko rolniczą, postępuje proces wyludniania najliczniej w górnej części, zanikają kolonie lub zostają włączone w obręb wsi. Obecnie (III 2011 r.) we wsi mieszka tylko 18 osób – jest to najmniejsza miejscowość gminy Międzylesie.

## Charakterystyka
Mała, górska wieś łańcuchowa o luźnym układzie zabudowań, rozciągnięta na przestrzeni około 1,6 km. Wieś położona jest w śródgórskiej kotlinie, głęboko wciętej od strony południowej w Masyw Śnieżnika nad rzeką Nysą Kłodzką w górnym jej biegu, u zachodniego podnóża Masywu Śnieżnika. Zabudowa wsi składa się z pojedynczych budynków gospodarczych i mieszkalnych rozlokowanych na wysokości od 600 do 800 m n.p.m. wzdłuż lokalnej drogi po obu jej stronach. Droga do wsi dochodzi z Boboszowa przez obniżenie między Urwistą a Opaczem. Jest to wieś, o charakterze typowo rolniczym. Wokół wsi rozciągają się rozległe użytki rolne i górskie łąki, leżące głównie na zboczach Jasienia i Opacza. W bliskim otoczeniu wsi występują, niewielkie pasy zieleni z drzew liściastych w formie przydomowych nasadzeń, oraz wzdłuż potoku i miedz. W większej odległości wieś otaczają od wschodu i zachodu górskie lasy mieszane regla dolnego z przewagą świerka oraz buka. Od wschodu nad wsią dominuje południowo-zachodni grzbiet odchodzący od Śnieżnika z wzniesieniami: Trójmorski Wierch, Jasień, a od zachodu odgałęzienie grzbietu południowo-zachodniego z Urwistą i Opaczem.

## Zabytki
We wsi zachowało się kilka domów mieszkalnych i mieszkalno-gospodarczych o cechach charakterystycznych dla budownictwa ludowego Ziemi kłodzkiej z połowy XIX wieku, oraz mała kapliczka z drugiej połowy XIX wieku.

## Turystyka
Po wschodniej stronie ponad Potoczkiem, w Masywie Śnieżnika na południowym zboczu Trójmorskiego Wierchu, położone są źródła Nysy Kłodzkiej.
Obok wsi prowadzą szlaki turystyczne:
- zielony – z Niemojowa na Halę pod Śnieżnikiem i dalej.
- żółty – szlak bardzo widokowy prowadzący przez łąki skrajem lasu z dolnej części Jodłowa do źródła Nysy Kłodzkiej i byłego przejścia granicznego.